# Mario Del Alcazar
Mario Sergio del Alcázar (Santa Cruz de la Sierra, Bolivia; 1 de octubre de 1990) es un abogado y en la actualidad conductor de televisión boliviano y candidato a la presidencia.

## Biografía
Mario Sergio del Alcázar Montaño nació el 1 de octubre de 1990 en la ciudad de Santa Cruz de la Sierra. Sus padres son Mario del Alcázar Johnson y Sandra Montaño Suárez
Comenzó sus estudios primarios en 1995, saliendo bachiller el año 2009 del colegio Saint George.
En  el año 2011 Continuó con sus estudios superiores ingresando a la carrera de Derecho de la Universidad  privada Domingo Savio, Bolivia.
A pesar de recibirse como Licenciado en Derecho en 2016, Mario del Alcázar prefirió continuar con su carrera en la televisión.
Contrajo nupcias el 5 de febrero de 2018 con Daniela Cortez Laguna en una ceremonia íntima de sólo familiares.
El 17 de febrero de 2022 nace su primogénito Nicolás.

## Carrera
Mario  incursionó en la televisión boliviana el año 2015, a sus 25 años, logrando hacer su debut en el programa "Esto Es Guerra Bolivia" de la cadena televisiva PAT donde permaneció por tres temporadas seguidas hasta que debió retirarse por una fractura en la mano. Luego de Esto Es Guerra Bolivia pasó a participar los programas de reality de "Bailando Por Un Sueño" y Juga2 conducidos por Carlos Rocabado. Meses tarde, Mario  pasaría a conducir el programa "Yingo Bolivia"  junto a Agustín Belforte y Jessica Suárez.
En enero de 2020, a sus 29 años, Mario del Alcázar es contratado a formar parte del equipo de presentadores del programa Cocineros Bolivianos.
Desde febrero de 2021, hasta la fecha Mario es conductor del programa matinal Sabores Bolivianos emitido de lunes a viernes en la pantalla de la Red UNO.
Un 29 de julio de 2022 Mario se despide de la Red UNO.
El 13 de diciembre de 2022 Mario es presentado como nuevo presentador de noticias de Bolivisión donde trabaja hasta la fecha en la primera y segunda edición de noticieros AL DÍA.